# Tubulinea
Tubulinea es una de las clases principales de Amoebozoa, incluyendo la mayor parte de las amebas más grandes y más familiares. Durante la locomoción, la mayoría de Tubulinea tiene una forma aproximadamente tubular o produce numerosos seudópodos tubulares (lobopodios). Cada cilindro avanza por un único flujo central de citoplasma, de aspecto granular y sin subseudopodia (seudópodos secundarios y perfectamente definidos que no están implicados directamente en la locomoción). Esto los distingue de otros grupos ameboides, aunque en algunos miembros este no es el tipo normal de locomoción.
Además de formas desnudas como Amoeba y Chaos, comprende la mayoría de las amebas que producen caparazones internos denominados testas. Estos se pueden componer de materiales orgánicos, como en Arcella, o de las partículas recogidas y cementadas juntas, como en Difflugia, con una sola abertura de la cual emergen los seudópodos.

## Clasificación
Tubulinea se divide en cinco órdenes:
- Euamoebida. Son las típicas amebas desnudas que forman seudópodos cilíndricos en la locomoción o bien toda la célula es monopodial y cilíndrica. Esto es, en la locomoción no presentan alteraciones a formas aplanadas expandidas o ramificadas. No presentan uroide adhesivo. Comprende, entre otros, a los géneros Amoeba y Chaos.

- Leptomyxida. Son amebas desnudas que presentan en la locomoción formas alteradas aplanadas expandidas o reticulares, cuando se mueven lentamente, o bien con forma monopodial cilíndrica cuando están en movimiento rápido o en condiciones específicas. Presentan un uroide adhesivo y las células pueden tener uno o múltiples núcleos. Un ejemplo lo constituye el género Leptomyxa.

- Arcellinida. Es un extenso grupo de amebas con testa o caparazón. Esta puede ser rígida o más o menos flexible, quitinosa o membranosa, a veces con partículas cementadas. Los minerales que forman la testa pueden ser secretados (testas calcáreas o silíceas) o bien estar constituidos por partículas recogidas del exterior y cementadas entre sí. Los seudópodos salen a través de la abertura principal de la testa. Comprende, entre otros, a los géneros Arcella y Difflugia.

- Echinamoebida. Son amebas que presentan un modo de locomoción aplanada de tipo Limax (esto es, con forma alargada, tipo babosa) con o sin subseudopodia espinosa. Comprende, por ejemplo, el género Echinamoeba.

- Nolandida. Comprende el género Nolandella, amebas marinas de tipo Limax, sin subseudopodia espinosa.

## Galería

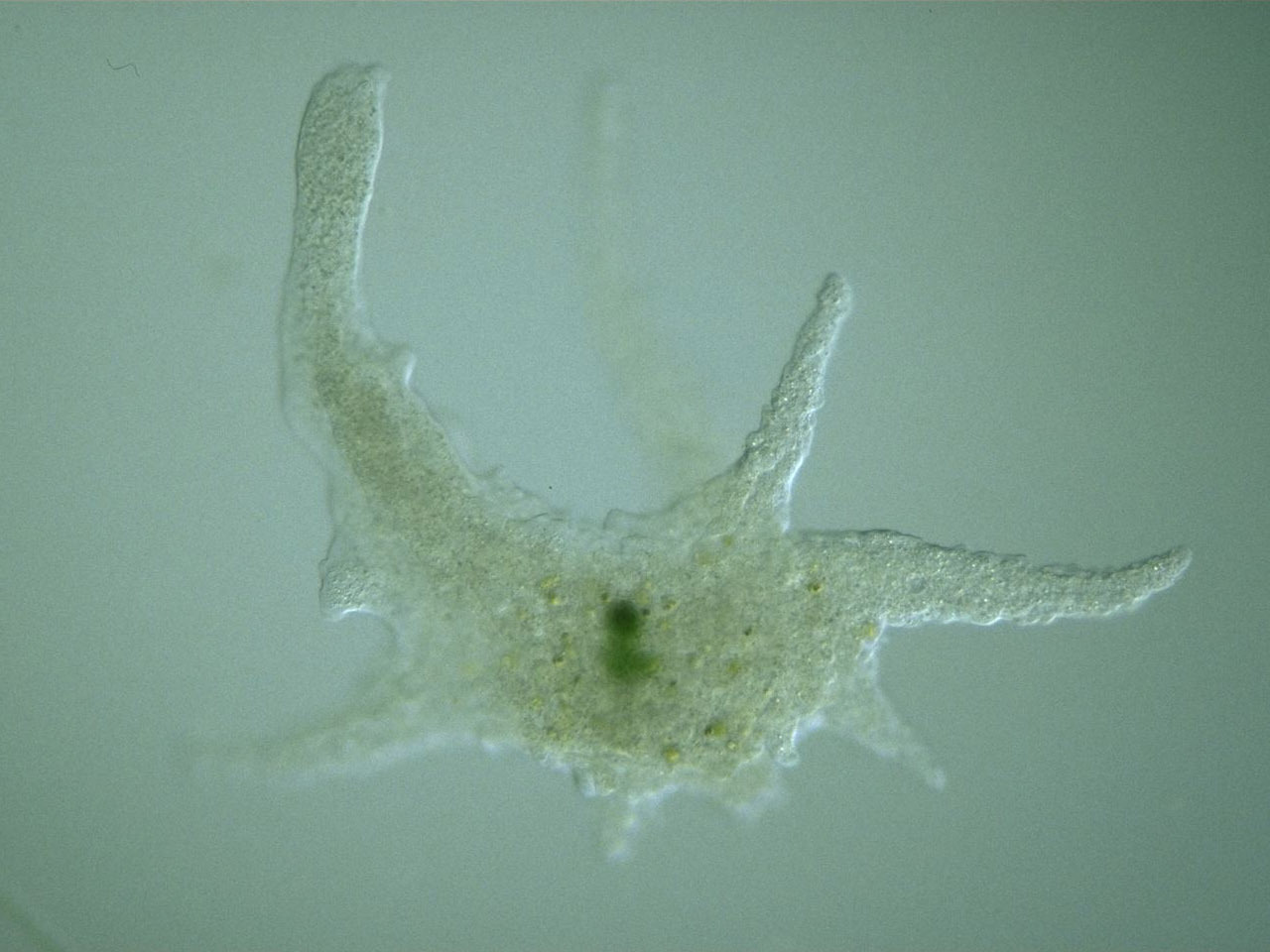
Chaos carolinense (Amoebidae)
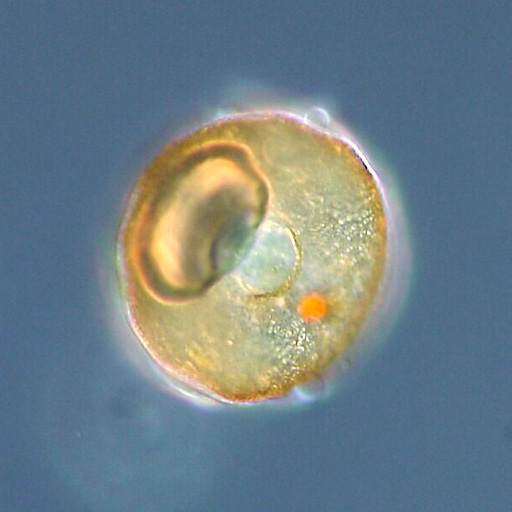
Arcella (Arcellinida)
Difflugia corona (Arcellinida)